# فنون المجتمع

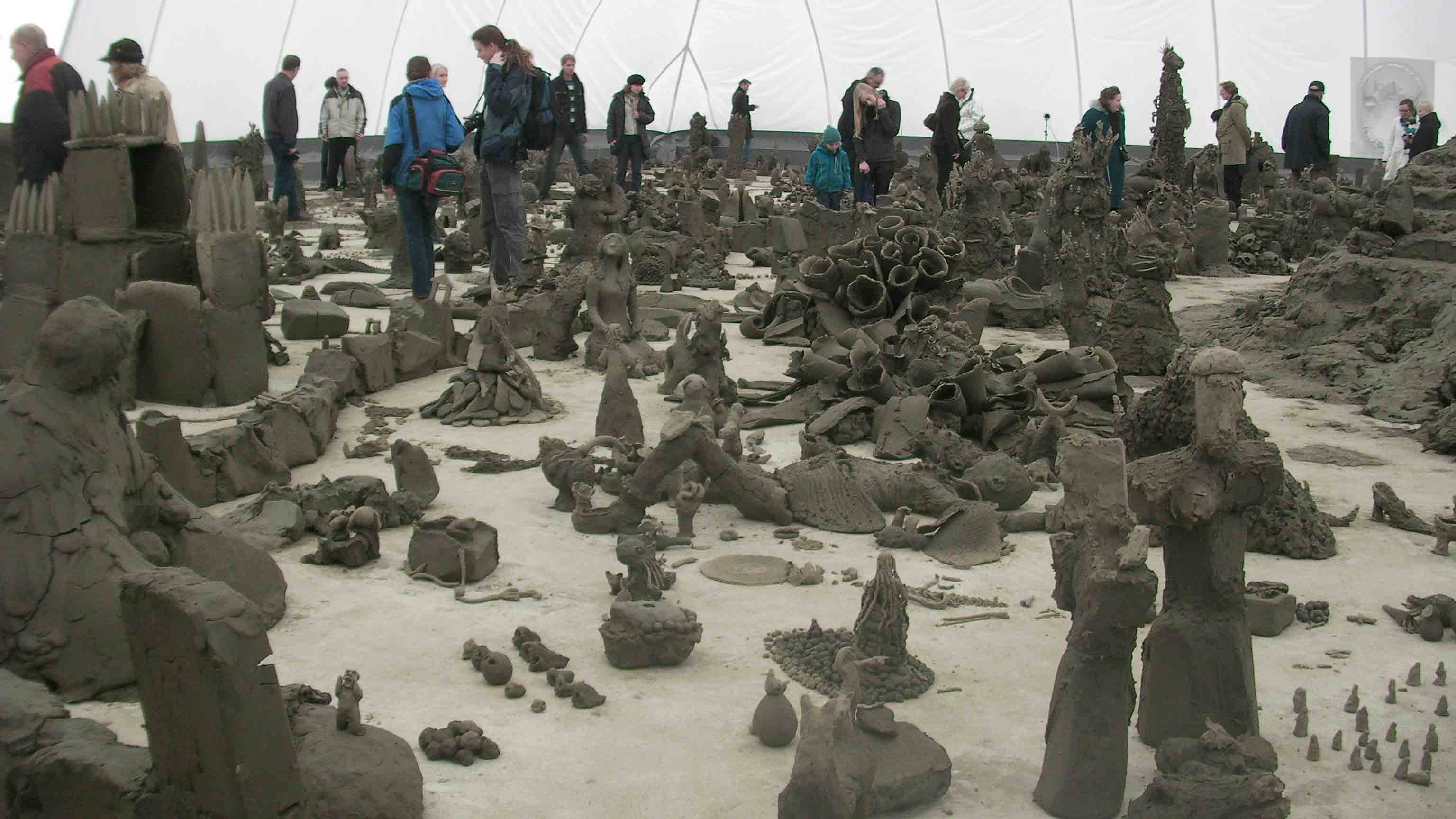

يمكن تعريف 'فن المجتمع' بسهولة  كوسيلة لخلق الفن التي تتعاون الفنانين المحترفين  بشكل أكثر أو أقل كثافة مع الناس الذين لا يقومون عادة بنشاط في مجال الفنون. فنون المجتمع، المعروف أيضا في بعض الأحيان «الفن الحوارية»، «مشاركة المجتمع» أو «الفن المستندة إلى المجتمع المحلي»، ويشير إلى النشاط الفني في إعداد المجتمع. أعمال من هذا النوع يمكن أن يكون لأي أشكال الفن ويتميز بالتفاعل أو الحوار مع المجتمع. المصطلح تم تعريفه في أواخر الستينات، وولدت حركة  نمت في الولايات المتحدة، وكندا، والمملكة المتحدة وأيرلنداو أستراليا.
فن المجتمع كثيرا ما متمركزة في المناطق المحرومة، ومع المجتمع المحلي الموجه، نهج القاعدة الشعبية. أعضاء مجتمع المحلي سوف يأتون معا للتعبير عن الشواغل أو القضايا من خلال عملية فنية، وأحيانا قد ينطوي هذا على الفنانين المحترفين أو الجهات الفاعلة. هذه العمليات الفنية المحلية بمثابة عامل حفاز لتشغيل الأحداث أو التغييرات داخل المجتمع المحلي أو حتى على صعيد الوطني أو الدولي.
وفي فن مجتمع البلدان الناطقة بالإنكليزية غالباً ما يعتبر كعمل مركز فنون المجتمع. الفنون البصرية (الفنون الجميلة، والفيديو، الجديدة الفن وسائل الإعلام)، والموسيقى والمسرح هي الوسائط الشائعة في مراكز الفن في المجتمع. العديد من الشركات الفنون في المملكة المتحدة تقوم ببعض الأعمال المستندة إلى المجتمعات المحلية، التي عادة ما ينطوي على مشاركة أعضاء غير المهنية للمجتمعات المحلية النامية.

## فن المجتمع والفن العام
مصطلح فن المجتمع يشير أيضا إلى ميدان المجتمع، ممارسة الفن العام والمجاور ذا جذور في العدالة الاجتماعية وأساليب التعليم الرسمي والشعبي. في عالم الفن، يعني  فن خاص جعل الممارسة، مع التركيز على مشاركة المجتمع والتعاون. فن المجتمع هو غالباً الفن من أجل التغيير الاجتماعي، وينطوي على تمكين بعض أعضاء المجتمع الذين يأتون معا لإنشاء عمل فني مع الفنانين. حقل الوطنية، الدولية والإقليمية والمحلية  حقل متزايدة مؤخرا أعمال الفنون المجتمع والقدرة على تحمل أو العمل البيئي بدأ في المواجهة، بما في ذلك مشاريع إنعاش المناطق الحضرية خلق عمل فني على مستوى حي.
في الدول الإسكندنافية، يعني مصطلح فن المجتمع أكثر فن معاصر  وكثيراً ما المشروع.

## فن مجتمع الإنترنت
يمكن رؤية المجتمع بطرق عديدة، فإنه يمكن أن يشير إلى نوع مختلف من المجموعات. وهناك أيضا مجتمعات افتراضية أو المجتمعات المحلية على الإنترنت. ان لفن الإنترنت أشكالاً مختلفة عديدة، ولكن كثيرا ما يكون هناك نوع من المجتمع الذي تم إنشاؤه لمشروع أو تأثير مشروع الفن.

## مسرح المجتمع
مسرح المجتمع يتضمن المسرح الذي أدلى به، ومع، وإقامة مجتمع – قد يشير إلى مسرح تم انشائه من قبل المجتمع بدون أي مساعدة خارجية، أو بتعاون بين أفراد المجتمع وفنانين المسرح المتخصصون، أو بأداء أدلى بالكامل من قبل المتخصصون وتكون موجهة إلى مجتمع بعينه. نطاق مسارح المجتمع في الحجم من مجموعات صغيرة يقودها واحد من الأفراد أن أداء في مسافات المقترضة للشركات الكبيرة الدائمة مع مرافق مجهزة بشكل جيد خاصة بها. العديد من مسارح المجتمع هي الأعمال التجارية الناجحة، والتي لا تستهدف الربح مع عضوية نشطة كبيرة، وكثيراً ما، موظفين الفنيين متفرغين. مسرح المجتمع الموضوعة في كثير من الأحيان، وقد تستفيد من أشكال مسرحية شعبية، مثل الكرنفال، والسيرك، والمسيرات، فضلا عن أساليب الأداء من مسرح العمليات التجارية. ومن مفهوم مسرح المجتمع المساهمة في رأس المال الاجتماعي للمجتمع، طالما أنها تطور المهارات، وروح الجماعة، والحساسيات الفنية الذين يشاركون، سواء كمنتجة أو أعضاء الحضور.

## فنانين رئيسين
- الين جيري
- جوديث واو أكا
- جوزيف Beuys
- هاريل فليتشر
- بايبر أدريان
- ميرل لاديرمان أكليس
- هيلين تافه
- روث هوارد